# ژان رایشمن
ژان رایشمن (لهستانی: Jan A. Rajchman; ۱۰ اوت ۱۹۱۱ – ۱ آوریل ۱۹۸۹) مهندس برق اهل لهستان بود. وی همچنین برندهٔ جوایزی همچون مدال ادیسون انجمن مهندسان برق و الکترونیک و جایزه موریس لیبمن انجمن مهندسان برق و الکترونیک آمریکا شده است.